# Petites Sœurs disciples de l'Agneau
Les Petites Sœurs disciples de l'Agneau forment une communauté religieuse, dont la particularité est d'accueillir des religieuses trisomiques. Fondée en 1985 par Sœur Line et installée au Blanc, dans l'Indre, en France, ses statuts furent définitivement approuvés en 2011.

## Histoire

### Fondation
La communauté des Petites Sœurs disciples de l'Agneau fut fondée en 1985 par sœur Line Rondelot après que celle-ci fut touchée par la foi et la vocation de Véronique, une jeune femme porteuse de trisomie 21 souhaitant devenir religieuse bien que toutes les communautés dans lesquelles elle s'était présentée eussent été réticentes à la prendre,. Le but de la nouvelle communauté était alors de permettre aux jeunes filles handicapées de réaliser leur vocation religieuse, soutenues par d'autres sœurs « valides ». L'initiative a reçu le soutien de Jérôme Lejeune, co-auteur de la découverte de l’anomalie chromosomique responsable de la trisomie 21.
En 1990, la communauté fut reconnue comme association publique de fidèles laïcs par Mgr Jean Honoré. Neuf ans plus tard, avec l'accord du Saint-Siège, elle fut érigée en institut religieux de vie contemplative par Mgr Pierre Plateau. En 2011, ses constitutions furent définitivement approuvées par Mgr Armand Maillard,.
La communauté est installée au Blanc, dans l'Indre, près de l'abbaye de Fontgombault. Elle comptait, en 2012, sept religieuses dont cinq trisomiques, âgées de 33 à 47 ans.

### Charisme
Les Petites Sœurs disciples de l'Agneau représentent le premier institut religieux à bénéficier d'une règle de vie adaptée à la trisomie 21.
À vocation contemplative, l'institut n'est rattaché à aucune autre communauté mais s’inspire de la « petite voie » de sainte Thérèse de Lisieux et reçoit le soutien spirituel des moines de Fontgombault.
Les religieuses, trisomiques ou non, vont au même rythme et partagent les tâches selon les aptitudes de chacune. Elles travaillent au tissage, à la filature, à la tapisserie, à la sculpture sur bois et assistent à la messe chaque jour, à l'extérieur du couvent. Avant la mort de Sœur Rose-Claire Lyon en 2013, celle-ci était, avec Sœur Line, la seule religieuse « valide » de la communauté.
Le 9 octobre 2017, les religieuses furent reçues par le pape François, au Vatican, lors de la Convention internationale sur le handicap.

## Personnalités
- Rose-Claire Lyon (1986-2013), religieuse morte en odeur de sainteté[6].